# Султанов, Балтыходжа Султанович
Балтыходжа Султанович Султанов (узб. Болтиҳожи Султонович Султонов; 1884, Ош, Ферганская область — 1919, там же) — видный государственный, политический и общественный деятель Кыргызстана, заместитель руководителя Ошского уезда в 1918—1919 годы, один из основателей Советской власти в Кыргызстане и один из руководителей борьбы за установление Советской власти на Юге Кыргызстана. Основатель МВД Кыргызстана и первый начальник милиции города Ош, основатель ГКНБ Кыргызстана и первый начальник ЧК (следственной комиссии) Ошского уезда. Делегат 3-го краевого съезда Советов (1917 год), делегат 5-го Всетуркестанского съезда Советов (1918 год). Внёс большой вклад в развитие культуры и системы образования Кыргызстана.

## Биография
Родился в 1884 году в городе Ош, Кыргызстана в семье правителя города Ош. По национальности узбек. Б. Султанов был старшим сыном старшего аксакала города Ош тысячника Муллы Султана Таирбаева и племянником старшего аксакала города Ош тысячника Муллы Кудрата Таирбаева, правившими восточной частью города Ош до революции. Б. Султанов до революции работал учителем в русско-туземной школе, открывшейся в Оше 15 января 1887 года (в дальнейшем — школа имени 25-го Октября), в которой организовал библиотеку — первую до революции на Юге Кыргызстана.

### Вклад в установление Советской власти на юге Кыргызстана
Б. Султанов — один из руководителей борьбы за установление и упрочнение советской власти на юге Кыргызстана и в Ошском уезде. Один из создателей и организаторов Ошского Совета мусульманских рабочих и чайрикерских депутатов (21 августа 1917 года). Делегат 3-го краевого съезда Советов (1917 год). Являлся депутатом и одним из создателей и руководителей Ошского уездного Совета солдатских, рабочих и крестьянских депутатов (16-17 января 1918 года). После установления советской власти — основатель, организатор МВД Кыргызстана и первый начальник милиции города Ош (5 февраля 1918 года), затем в начале 1919 года начальник ЧК (следственной комиссии) Ошского уезда. В апреле 1918 года делегат 5-го Всетуркестанского съезда Советов, провозгласившего Туркестанскую АССР. В конце мая 1917 года в г. Ош сформировалась легальная группа РСДРП. В неё входили А. Г. Аношин, Б. С. Султанов, К. Кабулжанов, М. Саримсаков. До августа 1918 года парторганизация большевиков Оша насчитывало лишь 26 человек. После 6-го съезда Советов Ферганской области (6-7 декабря 1917 года) власть в уездах стала переходить к Советам и было объявлено о переходе власти в г. Ош к Совету. Ошский Совет мусульманских и чайрикерских депутатов ввёл в уездный Совет своих трёх представителей с правом решающего голоса: Б. Султанова, У. Косимхонова, Ю. Алиева. Решением этого Совета они были признаны депутатами от коренного населения. 17 января 1918 года осуществляется переизбрание и произошла большевизация Ошского уездного Совета и он стал в уезде органом диктатуры пролетариата. Во главе Ошского уездного Совета стояли А. Г. Аношин (первый председатель большевистской организации и военный комиссар в Оше) и его заместители Б. С. Султанов, Ю. Алиев. Процесс советизации был закреплён 5-м краевым съездом Советом, провозгласившим 30 апреля 1918 года образование Туркестанской АССР, в состав которой вошёл и Юг Киргизии. В работе съезда участвовали делегаты-большевики Ошского уездного Совета А. Г. Аношин, Б. С. Султанов, Л. Н. Гречанинов. 5 декабря 1918 года Ошский уездный совет был преобразован в уездно-городской революционный комитет.

### Вклад в систему народного образования Ошского уезда
Отец Б. С. Султанова старший аксакал и тысячник города Ош Султан Таирбаев и его дядя Кудрат Таирбаев были инициаторами открытия русско-туземной школы в городе Ош. При этом они же предоставляли денежные средства на расходы по открытию русско-туземной школы. Уездные власти Оша считали, что «готовность населения добровольно жертвовать денежные средства на содержание школ дают основание предполагать, что туземное население само пришло к сознанию необходимости изучения молодым поколением русской грамоты и предвидит всю ту пользу, которую извлечет молодёжь из знаний приобретенных в школах».
Русско-туземные школы — это школы начального образования, открытые русской администрацией Туркестанского края для обучения детей местного населения в XIX веке. Эти школы являлись первыми школами европейского типа, в которых получали светское образование представители местного населения в Туркестане. Целью этих школ являлось обучение детей местного населения русскому языку и приобщение к ценностям европейской и русской культуры, имея в виду подготовку из них в последующем чиновников низового звена администрации края. Обучение русскому языку в этих школах начиналось с первого года обучения.
15 января 1887 года старшие аксакалы и тысячники города Ош Султан Таирбаев и его брат Кудрат Таирбаев при помощи начальника Ошского уезда М. Е. Ионова и Туркестанских властей, в Оше открыли русско-туземную школу. В школе тогда работали: заведующий В. Ф. Орлов, две учительницы, и один служитель. В дальнейшем там работал учителем мусульманской грамоты Б. С. Султанов. Эта школа давала лишь первоначальные навыки русско-мусульманской грамоты, которые были необходимы для низших служащих уезда и волостей. А в 1915 году местное русско-туземное училище увеличивает свои классы и количество учителей. Если раньше это было одно классное помещение, то с января генерал-губернатор Туркестанского края разрешил дополнить училище вторым классом и комплектом на 1 учителя. Тогда же уездное управление выделило для расширения здания училища 740 руб. 39 коп. Также в Оше была открыта джадидская школа, где работали Балтыходжа Султанов и путешественник и революционер Фазылбек Касымбеков. Лидерами и идеологами джадидизма на юге Киргизии были мулла Рахмонберди Мадазимов, Балтыходжа Султанов и путешественник и революционер Фазылбек Касымбеков. В то время было крайне мало людей знавших грамоту, грамоту получали в основном дети из буржуазного сословия и богатых семей.
На базе Ошской русско-туземной школы (в дальнейшем — школа имени 25-го Октября), Рахмонберди Мадазимов и Балтыходжа Султанов организовали библиотеку — первую до революции на Юге Кыргызстана. Книги для библиотеки они покупали за счёт собственных средств.

### Вклад в систему народного образования Юга Кыргызстана в Советское время
Б. С. Султанов до революции работал учителем в русско-туземной школе, поэтому он уделял большое внимание народному образованию, развитию сети советских школ на юге Кыргызстана. Б. Султанов внёс большой вклад в развитие народного образования Ошской области. 20 мая 1918 года он принял активное участие в формировании в Оше совета народного образования. При непосредственном участии Рахмонберди Мадазимова и Балтыходжи Султанова в августе 1918 года был открыт первый детский сад на 95 человек, в Ошском уезде в 1918 году было открыто 13 школ, где обучалось 939 детей и подростков. По их предложению была организована бесплатная раздача горячей пищи для голодных детей и сирот.

### Вклад по организации и руководство милиции Ошского уезда
В конце января 1918 года в Оше образовалась военная комиссия по организации уездно-городской народной милиции. 5 февраля 1918 года в канцелярии этой комиссии состоялось объединённое заседание общественных организаций Оша, посвящённое созданию народной милиции и передаче конфискованного у населения оружия для её вооружения. Ошская партийная организация направила лучших своих представителей в организуемую народную милицию. Первым начальником милиции города Ош стал большевик Балтыходжа Султанов. В создании Ошской уездной милиции активное участие принял также брат Балтыходжи Султанова — Насрулла Султанов (один из первых милиционеров Оша), который был отцом Мухтара Насруллаевича Султанова первого заместителя министра МВД Узбекистана.
В период упрочнения Советской власти милиция являлась органом диктатуры пролетариата, не только стояла на защите завоеваний революции, выполняя функции Красной армии до её создания, но и проводила агитационно-массовую и политико-воспитательную работу. Сотрудники милиции распространяли газеты среди сельских и волостных ревкомов и мусульманского населения. В годы гражданской войны и борьбы с басмачеством стали создаваться отряды самообороны и добровольческие отряды, выполнявшие функции милиции. В борьбе с басмачеством отличился начальник милиции города Ош, а затем начальник Ошской уездной следственной комиссии Балтыходжа Султанов.
С большими организационно-административными трудностями сталкивался основатель милиции города Ош Б. Султанов. В период становления Ошская окружная милиция была укомплектована сотрудниками милиции лишь на 75 %, из них 80 % были неграмотными, не было средств передвижения, криминалистической техники, милиционеры были вооружены трофейными винтовками японского производства времён русско-японской войны (ЦГА КР. Ф.1428.оп.1.д.23.л.23).
Штат отдела уголовного розыска Ошского уезда (как и милиции в целом) был малочисленным. Так, в ОУР Ошского уезда к 1 января 1920 года был 21 сотрудник.

### Вклад по организации и руководство ЧК Ошского уезда
20 декабря 1917 года была создана Всероссийская чрезвычайная комиссия по борьбе с контрреволюцией и саботажем при Совете народных комиссаров РСФСР (ВЧК при СНК РСФСР) — специальный орган безопасности Советского государства.
В 1918 году на территории современного Кыргызстана установилась Советcкая власть. В октябре того же года было принято решение о создании специального подразделения, которое должно было защищать завоевания революции. И 20 декабря 1918 года была образована Ошская уездная следственная комиссия по борьбе с контрреволюцией, контрабандой и спекуляцией. Позже на эту комиссию возложили функции борьбы с басмачеством. Этот орган стал прародителем кыргызских спецслужб.
В начале 1919 года первым начальником ЧК (следственной комиссии) Ошского уезда стал большевик Балтыходжа Султанов. Балтыходжа Султанов является основателем ГКНБ Кыргызстана и первым начальником ЧК Ошской области.

### Вклад в культуру юга Кыргызстана
В 1914 году под руководством Рахмонберди Мадазимова вместе с учителем русско-туземной школы города Ош Балтыходжой Султановым был основан театральный кружок
Во время гражданской войны прилегающие к Ошу районы превратились в поле боёв. По предложению начальника милиции города Ош (Кыргызстан) Б.Султанова созданная на базе концертной бригады при Реввоенсовете Туркестанского фронта театральная труппа стала участником этого фронта и агитатором партии. Театральная труппа ставила спектакли и концерты в сёлах и районах Ошского уезда, на базарах, площадях и других местах, где собиралось много народу, показывала недобрые намерения басмачей. Просвещённые революционные деятели Балтыходжа Султанов и Фазылбек Касымбеков помогали встать на ноги молодому коллективу театральной труппы. Свёкор Б.Султанова первый основатель, директор и художественный руководитель театра Рахмонберди Мадазимов вспоминал: — Курбаши Мадаминбек разбойничал около Андижана, нападал на жителей. Начальник милиции города Ош Балтыходжа Султанов и Ошский гарнизон хотели помочь с обеспечением оружия Андижанскому военному гарнизону. Но как доставить туда оружие? Эту проблему решили артисты театра. Украсили карету, разложили оружие, сверху положили одеяла и тушаки. Артист театра Рахмонберди Мадазимов наложил грим и стал большим «ишаном»-религиозным проповедником. Ещё два актёра стали его «муридами»-учениками. Поставили около себя священную книгу Коран, читая его пустились в путь. Когда карета подъехала к Ходжаабаду послышалась стрельба. Десятки басмачей окружили карету. Тогда извозчик показал пальцами знак «тихо» басмачам и приоткрыл занавеску. Басмачи увидев «ишана» и его «учеников», поклонились. Потом с почестями довезли их до Андижана. Для обеспечения оружием такие «постановки» труппы повторялись неоднократно.

### Борьба сбасмачеством
В июне 1918 года под руководством большевистской партийной организации А. Г. Аношина и Б. С. Султанова в Оше был создан отряд Красной Гвардии из 70 добровольцев, позднее в июле 1919 года в отряд входило уже 160 человек. Отряд поддерживал порядок обеспечивал население в проблемных районах хлебом и продуктами питания.
В июле 1918 года банды басмачей предприняли попытку захватить Ош. Однако 70 добровольцев 1-го Ферганского полка, охранявших город, при поддержке населения сумели продержаться до прихода воинской части из Андижана и защитить город. Особую опасность представляло соединение, басмаческих банд курбаши Мадаминбека и главаря кулацко-крестьянской армии К. И. Монстрова, которые стремились свергнуть Советскую власть в Ферганской области. 8 сентября 1919 года, после полуторасуточных боёв бандами Мадаминбека и К. И. Монстрова значительно превосходящим в численном отношении красноармейские части, удалось захватить город Ош и Джалал-Абад и начать наступление на Андижан, где располагался штаб войск Ош-Андижанского участка.
За голову начальника ЧК Ошского уезда Б. Султанова курбаши Халходжа обещал большое вознаграждение. В сентябре 1919 года басмачи напали на Ош. В 1919 году Батырходжа Султанов попал в руки басмачей. Его живьём привязали к коню и раненного, окровавленного таскали по улицам города. Так трагически погиб первый начальник милиции Оша и первый начальник ЧК Ошского уезда. 26 сентября 1919 года город Ош был освобождён. Его младший брат Насрулла продолжил дело Б. Султанова. В 1919 году он был назначен начальником милиции Оша, а затем Сулюкты, Узгена и Базар-Кургана. Сын Насруллы Мухтар Насруллаевич Султанов впоследствии работал первым заместителем министра МВД Узбекистана.
26 сентября 1919 года Красная Армия освободила город Ош, а 30 сентября — Джалал-Абад.
Первый начальник милиции Оша и первый начальник ЧК Ошского уезда Б. Султанов первым был похоронен в братской могиле павших в борьбе за советскую власть в Оше, находящейся в центральном городском сквере г. Ош, возле дома культуры (ныне русская православная церковь). Там похоронены в братской могиле бойцы Красной армии, погибшие в период с 1919 по 1926 годы, это: Балтыходжа Султанов, Фазилходжа Касымбеков, Балтыхан Бабаджанов, Отабек Тиллабаев, Кузибай Ахмедов, Ахмаджон Юсупджанов, Валерий Бессонов, Пётр Павленко, Леонтий Лавода, Александр Пономаренко. Число захороненных составляет около 100 человек. На братской могиле установлены стилобаты с мемориальными досками. В 1974 году открыт памятник, представляющий собой стелу из серого мрамора, в которой пробита сквозная асимметричная звезда. Перед ней на плите из чёрного мрамора зажжён Вечный огонь. На стеле отлиты из бронзы слова: «Вечная слава павшим в борьбе за Советскую власть».
Фотография Б. Султанова размещена на стр.389, информация о нём на стр.60, 101, 143, 209, 308, 331, 350, 379, 388, 414 Энциклопедии Ошской области изданная Академией наук Киргизской ССР в 1987 году, на стр.135, 168 Энциклопедии Киргизской ССР изданная Академией наук Киргизской ССР в 1982 году, в Энциклопедии «Кыргызская История» изданная Центром Государственного языка и энциклопедии в 2003 году, в книге А. Абдугафурова «Видные сыновья Оша» изданная в 2000 году и в книге Ы. Кадырова «Книга Гиннеса Кыргызстана».

## История Министерства внутренних дел Кыргызской Республики (официальный интернет-сайт МВД КР)[22][23]
В жестокой борьбе с бандитскими шайками погибли сотни сотрудников милиции угрозыска Кыргызстана и среди них первые начальники милиции Балтыходжа Султанов, Отажон Сулаймонов, Гозибой Кузибаев. Навсегда останутся в истории имена тех, кто создавал первые подразделения рабоче-крестьянской милиции Кыргызстана. Это Б. С. Султанов, Э. Алиев, А. Орозбеков, Г. Шадилов, С. Мураталин, Т. Токбаев, И. Кабеков, С. Касымбеков

### Память
Заслуги Балтыходжи Султанова при создании и организации киргизской милиции отражены в экспонатах Музея МВД Кыргызстана.

## Семья
Отец мулла Султан Таирбаев - старший аксакал, тысячник города Ош, дядя мулла Кудрат Таирбаев - старший аксакал, тысячник города Ош. Племянники Иззат Султан, Азизулло Иззатуллаев, Мухтар Султанов, племянница Рахимахон, её муж Мамадали Курбанов, свёкры Рахмонберди Мадазимов, Уринбой Рахмонов.